# Place des Magasins-de-l'Opéra-Comique
La place des Magasins-de-l'Opéra-Comique est une voie du 17e arrondissement de Paris, en France.

## Situation et accès
La place des Magasins-de-l'Opéra-Comique est une voie privée située dans le 17e arrondissement de Paris. Elle débute au 72, boulevard Berthier et se termine au 2, rue Marguerite-Long.

## Origine du nom

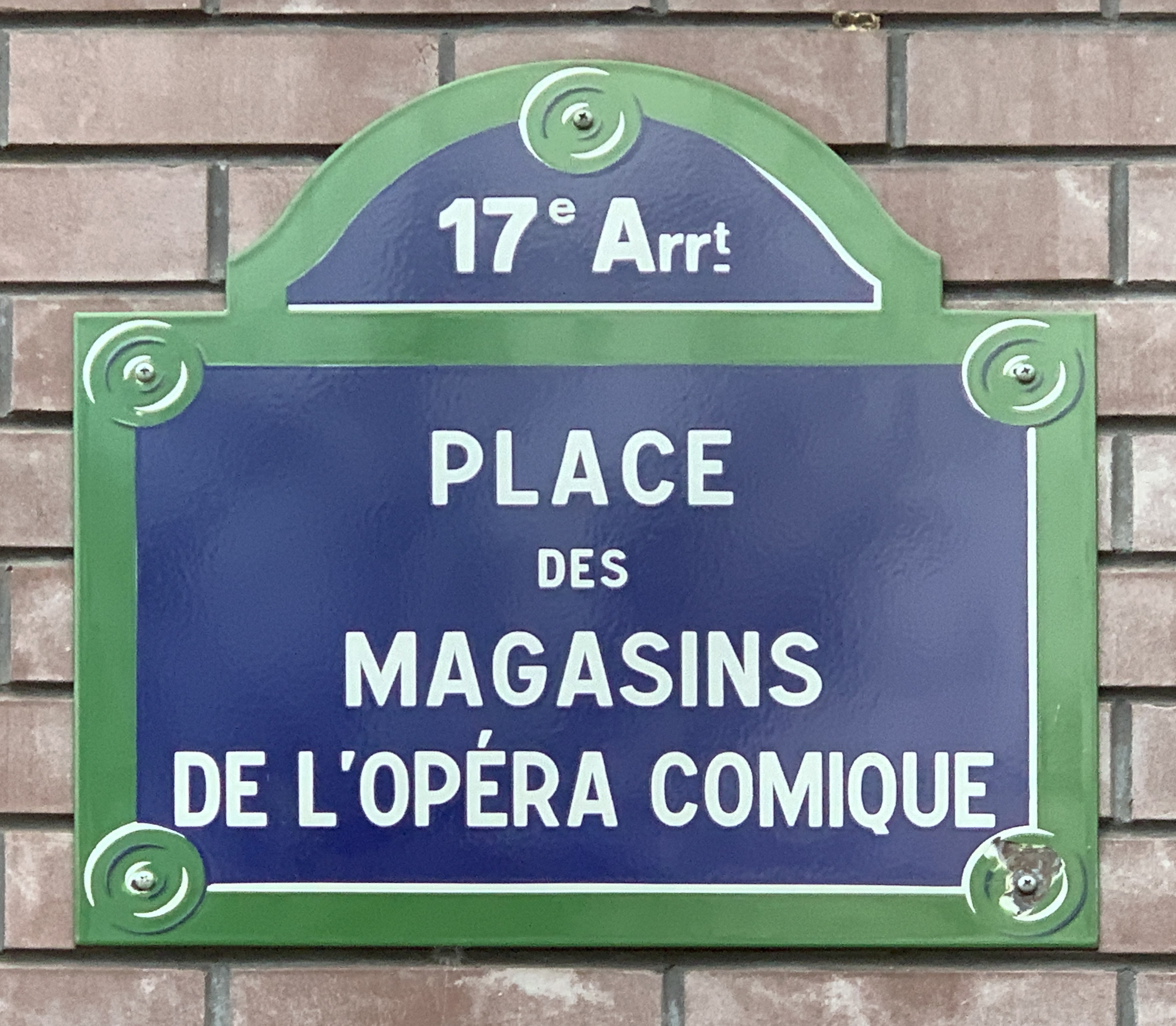
Plaque de la place.

Elle tient son nom à la présence, à côté de cette place, d'un des magasins des décors de l'Opéra-Comique.

## Historique
La place est créée dans le cadre de l'aménagement de la ZAC Porte d'Asnières sous le nom provisoire de « voie BS/17 » et prend sa dénomination actuelle le 6 mars 2003. 